# بان اکورد، آلبرتا
بان اکورد، آلبرتا (به انگلیسی: Bon Accord, Alberta) یک منطقهٔ مسکونی در کانادا است که در آلبرتا واقع شده‌است. بان اکورد ۱٬۵۲۹ نفر جمعیت دارد و ۶۲۵ متر بالاتر از سطح دریا واقع شده‌است.